# Pena di morte negli Stati Uniti d'America

Mappa aggiornata a marzo 2025.
- stati nei quali la pena di morte è applicata.
(Ohio): stato in cui la pena di morte è in vigore ma applicata solo in casi eccezionali.
- stati nei quali la pena di morte è in vigore ma non è applicata da almeno 10 anni.
- stati nei quali la pena di morte è in vigore ma viene applicata una moratoria.
- stati nei quali la condanna a morte non è prevista.

La pena di morte negli Stati Uniti d'America è argomento controverso e dibattuto. Gli Stati Uniti d'America sono attualmente uno dei 55 Stati del mondo, in cui è prevista l'applicazione della pena capitale, mentre in 120 dei circa 200 stati del mondo questa pena è stata abolita.
Gli Stati degli Stati Uniti d'America appartengono ancora oggi alla categoria dei paesi dove la pena di morte è applicata come metodo di punizione legale dal sistema giuridico, poiché non hanno mai applicato la risoluzione dell'Assemblea Generale dell'ONU sulla moratoria universale della pena di morte del 2007.
Il metodo di esecuzione più utilizzato fino al XIX secolo era l'impiccagione in piazza, vista allora come un modo per dare l'esempio alla comunità. Nel corso dell'XIX secolo la corrente illuminista, che trovò consensi anche tra gli intellettuali e politici del periodo (Rush, Franklin, Jefferson, Adams), portò avanti la tesi abolizionista e restrittiva del numero dei crimini punibili, che portò gli Stati del Michigan, del Wisconsin e di Rhode Island all'abolizione definitiva. Nel corso del tempo il consenso alla pena di morte diminuì radicalmente e con esso il numero di esecuzioni effettuate. Tutto questo fino alla fine degli anni '70, durante i quali l'opinione pubblica e la classe politica cambiarono atteggiamento, portando il paese a essere ancora oggi uno dei massimi sostenitori della pena capitale. Il governo Federale prevede l'utilizzo della pena capitale mentre per le forze armate l'ultima esecuzione risale al 1976.
I crimini punibili con la pena capitale a livello federale invece sono: alto tradimento; omicidio; spionaggio, incluso il favoreggiamento nella circolazione di informazioni protette dal segreto di stato o riguardanti mezzi e strategie di guerra a vantaggio di un governo straniero (come sancito dall'Espionage Act del 1917); omicidio di agenti federali, poliziotti, militari, pompieri; atti o favoreggiamento di terrorismo. In alcuni particolari stati la pena di morte è applicabile anche per reati come l'omicidio premeditato, il traffico di droga, l'omicidio a seguito di stupro o tortura della vittima, l'omicidio di minorenni, l'abuso sessuale di minori recidivo. Al 2024 ci sono 23 Stati e due territori abolizionisti, uno che la mantiene per crimini eccezionali, 12 in moratoria dichiarata o di fatto, e 15 che eseguono condanne.

## Storia

### L'influenza delle riflessioni di Beccaria
Il saggio Dei delitti e delle pene di Cesare Beccaria, scritto nel 1764, è considerato un pilastro dell'abolizionismo. La tesi del grande pensatore italiano consisteva nell'affermare che lo Stato non possiede alcun diritto di uccidere i propri cittadini, in quanto questi non devono necessariamente consegnare allo Stato di cui fanno parte il potere di vita e di morte su se stessi, come segno di appartenenza a quel determinato tipo di società. Beccaria metteva anche in dubbio uno dei motivi per il quale la pena di morte veniva, e viene ancora oggi, applicata: la deterrenza. Queste riflessioni provocarono già tra i padri fondatori della repubblica degli Stati Uniti d'America grandi discussioni che portarono questi ad imporre molte limitazioni alla pena capitale.
Questa sanzione estrema venne considerata infatti come una forma di brutalità legalizzata che non teneva conto degli ideali di uguaglianza diffusi nel periodo dell'Illuminismo e del fatto che, col passare del tempo, le persone possono cambiare. Nel 1700 la pena veniva vista infatti non come una punizione, ma come un metodo utile per educare al rispetto delle regole e al cambiamento. Beccaria influenzò alcuni tra i più grandi pensatori e filosofi progressisti del periodo (tra questi anche due tra i più famosi presidenti degli Stati Uniti), come Benjamin Rush, John Adams e Thomas Jefferson. Quest'ultimo, in particolare, eletto presidente, portò avanti una politica di restringimento del campo entro il quale si potevano eseguire le esecuzioni, portando la Pennsylvania a limitare la pena di morte all'omicidio di primo grado nel 1794 e il Michigan, primo Stato negli USA, ad abolirla del tutto per i reati di omicidio nel 1846.

### Il fondamento ed il consenso sociale
La pratica della pena di morte nella storia degli Stati Uniti d'America esiste fin dalla nascita dello Stato federale, in particolare trova fondamento nel V emendamento della Costituzione degli Stati Uniti d'America; dagli inizi del XX secolo ad oggi la sua massima applicazione e il massimo livello di consenso da parte dell'opinione pubblica e della classe politica sono avvenuti a partire dagli anni settanta in poi, periodo nel quale la criminalità e il tasso di omicidi sono aumentati drammaticamente. La presenza costante nelle grandi città di criminalità, disordini (in parte provocati dalla lotta per i diritti civili) e omicidi era dovuta al processo di deindustrializzazione che portò la disoccupazione a livelli altissimi, in particolar modo nelle classi sociali meno abbienti. La mancanza del lavoro e la discriminazione nel settore privato favorirono inoltre la caduta nella criminalità di molti afroamericani o immigrati. Per i lavoratori bianchi, il problema non era solo la loro sicurezza all'interno della città, ma anche il fatto che la proprietà della loro casa si stava svalutando sempre di più. Questi fattori portarono ad un irrigidimento del modo di pensare collettivo, che favorì il già presente populismo, indebolendo (in alcuni stati vanificando) il lavoro fatto dal movimento per i diritti civili, che registrava comunque numerosi consensi. La pena di morte, come anche l'incarcerazione di massa erano viste come una necessità per risolvere i problemi nel modo più veloce e sbrigativo possibile.

### La sospensione nel 1972
Tra il 1964 e il 1974, anni nei quali la pena di morte era poco applicata o venne sospesa per tutti i crimini dalla Corte Suprema (caso Furman v. Georgia, 1972), il tasso di omicidi e quello di violenza raddoppiarono, portò molti cittadini a credere alle teorie, sebbene mai dimostrate, della deterrenza. Buona parte della classe politica, aiutata dai mass media, colse l'occasione di attaccare il sistema giuridico americano, accusandolo di inefficienza nel ruolo di protettore della sicurezza pubblica. Sostenuto dai politici favorevoli alla pena di morte, in quegli anni nacque anche il movimento per i diritti dei parenti delle vittime degli omicidi che acquistò grandi consensi da parte dell'opinione pubblica.

### La reintroduzione nel 1976
Questa situazione sociale portò la Corte Suprema, nel 1976, a definire la pena di morte costituzionale e al suo ripristino. I fattori che, a partire dalla fine degli anni sessanta, hanno incentivato la presenza e l'utilizzo della pena capitale negli Stati Uniti sono stati gli assassini politici e i conseguenti disordini, e il fenomeno del tipo di residenza autonoma e monofamiliare nelle periferie, staccata dal pericoloso centro urbano. Nel 1963 il Presidente degli Stati Uniti d'America John Fitzgerald Kennedy venne assassinato a Dallas; nel 1968 il leader dei diritti civili dei neri Martin Luther King e il senatore, candidato alla presidenza per i democratici, Robert Kennedy furono uccisi in luoghi pubblici o semipubblici.
Questi delitti, uniti ai tanti disordini nelle grandi città (Los Angeles, Detroit, Washington, Newark, dal 1965 in poi) diffusero la paura della violenza tra la popolazione americana e una nuova, conseguente, sensibilità nei confronti di chi infrange la legge. I delitti politici misero in luce la vulnerabilità di tutti (compresi i potenti, che godono di maggiore protezione) di fronte alla violenza, il cui tasso era cresciuto drammaticamente in quegli anni. Le forze dell'ordine vennero giudicate inefficienti nella tutela della protezione dei cittadini; in molti casi la loro capacità organizzativa per contenere l'ondata di rivolta e di illegalità si rivelò limitata: nell'arco di tempo che va dalla metà degli anni sessanta alla metà degli anni settanta un numero alto di persone rimase uccisa negli scontri con la polizia o in sparatorie o pestaggi dei rivoltosi contro altri cittadini.
Questo clima sociale portò gran parte dell'opinione pubblica a spostarsi sulla questione della sicurezza: la presenza della pena capitale avrebbe potuto, se non risolvere del tutto il problema, fare in modo che la frequenza degli omicidi diminuisse. Questa mentalità favorì, anche da parte degli incerti, il sostegno alla pena di morte, che considerarono necessaria per restituire alla nazione quel senso di sicurezza che mai, dopo la Seconda guerra mondiale, era stata in così grave modo minacciato. Un'altra argomentazione che contribuì a rafforzare il sostegno da parte della maggioranza dei cittadini per la pena di morte è stato il boom dell'edilizia residenziale nelle periferie, sul quale molti stati (in particolar modo: California, Texas, Arizona, Florida) hanno fondato la loro economia e il loro sviluppo.
La fluidità del mercato immobiliare è influenzata molto infatti dal livello di sicurezza del quartiere dove è situata la casa; per questo motivo le famiglie americane hanno sentito il bisogno di una legge che prevedesse la pena capitale: con la promessa di deterrenza e di neutralizzazione dei criminali peggiori, questa legge avrebbe assicurato la protezione, oltre che di loro stessi e dei loro cari, anche della loro ricchezza basata sulla proprietà di una, o più (nel caso delle famiglie più agiate) abitazioni nelle periferie. La sicurezza della vita nelle periferie infatti era sempre più minacciata dall'elevato numero di delitti attuati da sconosciuti che assalivano le vittime in casa loro (un esempio noto a tutti è il caso di Charles Manson e dei suoi seguaci). Il maggiore isolamento dell'abitazione costituiva, infatti, un vantaggio per i potenziali aggressori. Infatti, per arrivare sul posto le forze dell'ordine avrebbero impiegato molto tempo e i proprietari della casa si sarebbero trovati da soli di fronte agli aggressori. Creare una sorta di comunità nel proprio quartiere era sempre più difficile da quando le famiglie americane furono costrette a vivere con un doppio reddito: con l'entrata delle donne nel modo del lavoro la possibilità di fare conoscenza e di socializzare con i vicini, cosa che non rappresentava alcun problema se le donne fossero state casalinghe, venne meno.

### Le presidenziali del 1988 e la pena capitale
Negli anni 1980 la classe politica dichiarò necessario l'aumento dei casi punibili con la pena capitale. Il lungo dibattito, e il periodo di incertezza dovuto alle polemiche sull'arbitrarietà delle giurie, sembrò risolversi alla fine del decennio con il caso McCleskey v. Georgia, nel quale la Corte Suprema giudicò che l'ipotesi che le condanne a morte in Georgia avvenissero per motivi di razzismo nei confronti dei neri era infondata.
Il particolare caso delle elezioni presidenziali nel 1988 con candidati vincitori delle primarie Bush e Dukakis è fondamentale per capire il cambio di atteggiamento della popolazione statunitense che ha portato a vedere la pena di morte come un pilastro intoccabile della società democratica USA. La grande campagna pubblicitaria contro Dukakis presentava l'esempio del caso di William Horton, un afroamericano omicida che, utilizzando i permessi concessi dallo Stato, aveva commesso sequestri, stupri e diversi omicidi; Dukakis veniva descritto come un miope difensore dei diritti dei criminali peggiori, incapace di comprendere il grande aumento della violenza e di proteggere la popolazione, inadatto quindi al ruolo di presidente. Questi fattori contribuirono a portare Bush alla Casa Bianca.

### La situazione negli anni 1990
Dal 1994 al 1999 si è registrato il maggior numero di esecuzioni effettive.
Verso la fine degli anni 80 la pena di morte non era più un oggetto di discussione tra i politici che puntavano alla presidenza. Era necessario infatti, per i candidati, al fine di accaparrarsi la maggioranza dei voti, definirsi favorevoli alla pena capitale. Tre esempi: Michael Dukakis, candidato democratico alla presidenza nel 1988, venne sorpassato dal candidato repubblicano George H. W. Bush, che poi vinse le elezioni, malgrado i sondaggi iniziali lo dessero per favorito, quando si definì contrario alla pena di morte; Bill Clinton, candidato nel 1992 per i democratici, invertì i sondaggi e divenne presidente anche grazie al voto dei tanti indipendenti e indecisi sostenitori della pena capitale, della quale si era dichiarato favorevole; lo stesso Clinton, dopo la sconfitta del suo partito nelle elezioni di midterm e la mancata approvazione della proposta di assistenza sanitaria, riuscì a farsi rieleggere scrivendo e approvando una legge federale che aumentava il numero di reati punibili con la pena di morte.

### Il dibattito negli anni 2000
Dopo l'esecuzione di Timothy McVeigh (2001), responsabile dell'attentato di Oklahoma City, nessuna condanna a morte è stata eseguita a livello federale fino al 14 luglio 2020, giorno dell'esecuzione di Daniel Lewis Lee. Da quella data fino al 20 gennaio 2021, ultimo giorno della Presidenza di Donald Trump, sono state eseguite altre dodici condanne; tra le sentenze eseguite si ricorda quella di Lisa Montgomery, prima donna a essere giustiziata dal Governo federale dal 1953.
A partire dal 2004 il sostegno dell'opinione pubblica alla pena di morte è diminuito in maniera netta (dall'80% al 60%); è diminuito conseguentemente anche il numero di esecuzioni e di condanne, e il numero di reati punibili con la pena capitale è stato limitato dal Congresso ai crimini più gravi. Molti stati hanno scelto di abolirla o di attuare una moratoria. La Corte Suprema degli Stati Uniti ha ristretto il campo dei reati punibili con la pena capitale, sottraendo i minorenni e i ritardati mentali alla forca. Questo grande cambiamento è stato dato dalle polemiche e dagli scandali seguiti all'utilizzo dei test del DNA, che hanno provato l'esistenza di un numero enorme di innocenti condannati a morte (e in molti casi la condanna è stata eseguita).
Inoltre il presunto legame tra il tasso di criminalità e la pena capitale, che giustificherebbe la tesi della deterrenza utilizzata dai sostenitori per creare consensi, si è rivelato non effettivo. Da aggiungere a questo, il problema dei costi, elevatissimi, per la messa in atto dell'esecuzione. La grande recessione dopo il 2008 ha accentuato sempre più questi costi, anche a causa di ciò negli ultimi anni molti politici appartenenti a gruppi in maggioranza sostenitori si sono dichiarati contrari.

### Le ultime esecuzioni capitali
Dal 1976 il Texas è lo Stato in cui è stato eseguito il maggior numero di esecuzioni capitali. Sempre nel 1976 la Corte Suprema aveva decretato una moratoria delle esecuzioni per dieci anni, ma non appena finì il periodo le esecuzioni ricominciarono. Nel 2002 la Corte Suprema ha dichiarato incostituzionale l'esecuzione dei malati di mente. Contrarie alla Costituzione sono state anche ritenute le sentenze di morte emesse da giudici singoli e non dalla giuria popolare. Per questo motivo nel giugno 2002 sono state annullate oltre 150 condanne a morte in almeno cinque stati. Nel gennaio 2003 il governatore dello Stato dell'Illinois, George Ryan, tra gli ultimi atti compiuti in tale carica, ha commutato in ergastolo le condanne a morte di 167 persone e ha liberato quattro detenuti, convinto della loro innocenza. Anche il suo successore ha portato avanti la moratoria. Nel 2002 le esecuzioni sono state 71, riconfermando gli USA al quarto posto come numero di condanne a morte eseguite.
L'esecuzione capitale avvenuta il 20 giugno 2006 in Texas ha avuto fasi drammatiche: il condannato a morte Lamont Reese ha lottato fisicamente fino all'ultimo momento per non farsi trascinare nella camera della morte del carcere di Huntsville. "Mi state assassinando", urlava il condannato. Anche la madre di Reese, presente, ha cominciato a prendere a calci il vetro divisorio, costringendo i boia a portarla via. Sempre nel 2006, esattamente il 29 agosto, il governatore del Dakota del Sud ha rinviato l'esecuzione tramite iniezione letale di un uomo di 24 anni, Elijah Page, in quanto la legge prevede l'uso di due farmaci, mentre i funzionari del carcere intendono aggiungere un terzo farmaco; quest'ultima è stata eseguita l'11 luglio 2007 alle 22.00 (ora locale del Dakota del Sud) presso il penitenziario di Stato in Sioux Falls. Nel Dakota del Sud, Elijah Page è la prima persona giustiziata da quando la pena di morte è stata reintrodotta, mentre è la quindicesima persona giustiziata dal 1877 in quanto l'ultima condanna a morte è stata eseguita sessant'anni fa tramite sedia elettrica l'8 aprile 1947 a George Sitts.
Nel novembre 2006 un condannato è morto dopo circa 40 minuti (invece dei 7 previsti) tra atroci sofferenze; questo ha sollevato ulteriori dubbi e perplessità sull'uso della pena capitale al punto che due stati hanno sospeso temporaneamente la pena di morte in attesa di una decisione definitiva. Nel maggio 2007 l'esecuzione nello Stato dell'Ohio di Christopher Newton è durata oltre due ore. Il boia non è riuscito a trovare la vena per le caratteristiche del corpo del condannato (estremamente obeso) e ha necessitato di oltre 10 tentativi. Al condannato, nel frattempo, era stata anche concessa una pausa per andare al bagno.
Il 25 settembre 2007 è stata eseguita quella che sarebbe potuta essere l'ultima condanna a morte negli Stati Uniti d'America: Michael Wayne Richard è stato ucciso in Texas tramite iniezione letale. La sua è stata la 42ª esecuzione nel 2007, la 1.099ª dalla reintroduzione della pena di morte nel 1976. Dopo il pronunciamento del 15 aprile 2008 della Corte Suprema, affermante che l'iniezione letale non è crudele, sono riprese le esecuzioni.
Dopo una sospensione de facto di circa sette mesi delle condanne a morte in tutta la nazione, il 6 maggio 2008 alle 19.00 ora locale (l'1.00 Italiana), lo Stato della Georgia ha eseguito la prima condanna a morte tramite iniezione letale, di William Earl Lynd, accusato di omicidio della sua fidanzata. Il 22 maggio lo Stato del Mississippi ha messo a morte per iniezione letale, nel carcere di Parchman, Earl Wesley Berry, condannato per omicidio. Si tratta della seconda esecuzione negli Usa da quando la Corte Suprema ha espresso la sua valutazione sulla costituzionalità dell'iniezione letale. Berry aveva cercato inutilmente di ottenere un rinvio dell'ultima ora da parte dei giudici di Washington. Era stato condannato per aver rapito nel 1987 una donna all'uscita di una chiesa, picchiandola poi a morte.
Alle 21.00 del 23 settembre 2010, presso il Greensville Correctional Center di Jarrat in Virginia, è stata giustiziata Teresa Lewis. Si tratta della prima donna ad essere giustiziata in Virginia dal 1912 e della prima condanna ad essere eseguita mediante iniezione letale (fino ad allora si è sempre utilizzata la sedia elettrica). La donna è stata condannata nel 2003 per aver ordinato l'uccisione del marito e del figlio adottivo di lui, allo scopo di incassare la loro assicurazione sulla vita. L'esecuzione è stata preceduta da manifestazioni e raccolta di firme per chiedere la sospensione della condanna, anche a causa dei problemi di salute mentale della donna.
Alle 23.08 (ora locale) del 21 settembre 2011, nel carcere di Jackson, in Georgia è stato giustiziato con una iniezione letale Troy Davis, 42 anni, condannato per l'omicidio di un poliziotto fuori servizio, Mark McPhail, ucciso a Savannah nel 1989. Le ultime parole del condannato sono state: “Non sono stato io, non avevo una pistola quella notte. Dovete trovare la verità”. Poi, riferendosi agli agenti che lo stavano legando alla barella: “A chi sta per prendermi la vita dico: Dio abbia pietà, e benedica le vostre anime”. Il Carolina del Nord, nel 2009, ha emanato il Racial Justice Act, secondo cui un condannato a morte può fare appello se tale sentenza è stata emessa sulla base di pregiudizi razziali.

### La moratoria di fatto
Dal 25 settembre 2007 al 6 maggio 2008 c'è stata una moratoria di fatto delle esecuzioni capitali: in quel periodo, tutte le pene che avrebbero dovuto essere eseguite in seguito sono state bloccate dalla Corte Suprema, dalle corti d'appello federale o dal Presidente degli Stati Uniti.
Le esecuzioni sospese a partire da quella data sono le seguenti:
- 28 settembre 2007 Carlton Turner Texas esecuzione sospesa dalla Corte Suprema degli Stati Uniti
- 2 ottobre 2007 Heliberto Chi Texas esecuzione sospesa dalla Corte d'appello federale
- 7 ottobre José Ernesto Medellin Texas esecuzione sospesa dal Presidente degli Stati Uniti George W. Bush
- 16 ottobre 2007 William Castillo Nevada esecuzione sospesa dalla Corte d'appello federale
- 24 ottobre 2007 Daniel Lee Siebert Alabama esecuzione sospesa dalla Corte d'appello federale
- 30 ottobre 2007 Earl Wesley Berry Mississippi esecuzione sospesa dalla Corte Suprema degli Stati Uniti
- 15 novembre 2007 Mark Dean Schwab Florida esecuzione sospesa dalla Corte Suprema degli Stati Uniti
- 5 dicembre 2007 Thomas Arthur Alabama esecuzione sospesa dalla Corte Suprema degli Stati Uniti

Molti di questi detenuti sono stati giustiziati dopo le sentenze della Corte Suprema.

### La situazione corrente
Gli Stati di New York, e Kansas non applicano la pena capitale dal 1976. Nello Stato di New York, la Corte Suprema statale ha dichiarato la pena di morte incostituzionale, ma il Congresso statale non ha ancora decretato una legge che la abolisca del tutto, malgrado abbia commutato tutte le condanne a morte in ergastolo senza possibilità di scarcerazione. Nel 2018 anche la Corte Suprema dello Stato di Washington ha dichiarato incostituzionale la pena di morte. 
I territori non incorporati, come Porto Rico non accettano la legge federale che contempla la pena di morte.
Nel Nuovo Messico tuttavia, l'abolizione riguarda i reati commessi dopo luglio 2009. Nell'Illinois è stata abolita nel 2011, dopo una moratoria che durava dal 2000 per volontà di George Ryan, il quale accortosi dei molti errori giudiziari legati a essa, decise anche, come ultimo atto da governatore a gennaio 2003, di convertire tutte le condanne a morte in ergastoli e concedere 4 grazie. L'anno dopo è stata la volta del Connecticut (ma in questo caso non c'è retroattività); il 6 novembre 2012 la California ha votato sulla possibile abolizione della pena di morte, mantenendola con il 52% dei consensi. La stessa California mantiene e commina la pena di morte dalla reintroduzione (1992), ma, pur non essendo in moratoria volontaria, l'ha applicata appena 13 volte e l'ultima sentenza è stata eseguita nel 2006 (in seguito alla penultima, la controversa esecuzione del "criminale redento" Stanley Williams, che ha suscitato accese proteste). A partire dal 13 febbraio 2019, il governatore Newsom ne ha annunciato la sospensione.
Il Kentucky ha deciso una moratoria dal 1999, ma nel 2008 ha eseguito una condanna a morte richiesta dallo stesso detenuto, che intendeva morire, nonostante i legali lo ritenessero un suicidio assistito illegale. L'Oregon attua un'esplicita moratoria dal 1997. Nel 1964 fu l'unico Stato ad abolire la pena capitale per referendum, reintroducendola successivamente sempre con tale strumento; un condannato ha richiesto di essere giustiziato, ma il governatore John Kitzhaber nel 2013 ha rinviato nuovamente l'esecuzione, affermando di volere una moratoria completa durante il suo mandato (fino al 2014), essendo contrario. Nel New Hampshire l'abolizione per legge è stata rimandata dopo essere fallita per un solo voto al Senato dello Stato il 18 aprile 2014, per poi essere approvata nel 2019.
Il Nebraska ha invece cambiato metodo, adottando l'iniezione letale, dichiarando incostituzionale la sedia elettrica che era il solo metodo usato. Nel 2014 è stata votata una legge che l'ha abolita del tutto, superando con un doppio voto a maggioranza ampia il veto del governatore.
La Corte Suprema è stata più volte chiamata a pronunciarsi sulle modalità di esecuzione e sulla costituzionalità federale e nei singoli stati della pena capitale (la Costituzione proibisce pene crudeli e disumane, ma la pena di morte, con le modalità attuali, in precedenti pronunce, non fu considerata tale). La Corte suprema dell'Arkansas, il 22 giugno 2012, ha bloccato temporaneamente le esecuzioni, poiché ha giudicato incostituzionale la legge che affida ai penitenziari stessi la gestione delle procedure e la selezione dei farmaci usati.
Il Maryland ha abolito definitivamente la pena di morte il 15 marzo del 2013. Gli stati dove non si applica la pena di morte, al 2014 sono 19 abolizionisti (più il DC e Porto Rico) e 8 ufficialmente in moratoria. 23 sono quelli che ne fanno uso, più o meno regolare.
Nel 2014 l'86 % delle esecuzioni si è concentrato in Texas, Georgia e Missouri; solo sei Stati hanno eseguito condanne, e la maggioranza relativa dei giudici della Corte suprema ha espresso dubbi di costituzionalità.
Il Colorado ha votato per l'abolizione della pena capitale a decorrere dal 23 marzo 2020, mentre la Virginia l'ha abolita il 24 marzo 2021.

## Casi famosi
Nel 1972 il caso Furman vs Georgia portò la Corte Suprema degli Stati Uniti d'America a sospendere tutte le condanne a morte. La pena capitale venne dichiarata, 5 voti contro 4, incostituzionale in quanto violava l'ottavo e il quattordicesimo emendamento della costituzione. L'imputato Furman era un uomo nero, accusato dell'omicidio di un bianco; la decisione della giuria che lo aveva giudicato e condannato era sembrata, in maniera molto evidente, condizionata da pregiudizi. Nella pratica il problema era rappresentato dal fatto che negli Stati del sud, Georgia in testa, le giurie potevano condannare a morte a loro discrezione e quindi la legge, nei fatti, veniva applicata in modo diverso (in base alla razza della vittima e dell'imputato) per lo stesso tipo di crimine. Il giudice Douglas definì la pena di morte selettiva e discriminatoria nei confronti di quelle fasce di popolazione più povere e sospette a causa della discrezionalità senza limiti delle giurie. La storica decisione della Corte Suprema portò molti stati, tra i quali appunto la Georgia, alla rivisitazione delle loro leggi in modo da eliminare il problema dell'uso arbitrario della condanna a morte da parte dei giudici. Questo però non portò, come gli abolizionisti speravano, ad una moratoria delle esecuzioni, ma solo ad una sospensione: modificate le leggi degli Stati dove si erano verificati questi tipi di problemi la pena di morte venne infatti dichiarata perfettamente costituzionale e reintrodotta nel 1976.
Nel 1987 il caso McCleskey vs Georgia portò la Corte Suprema ad un'altra decisione degna di nota. McCleskey, un afrostatunitense accusato di aver ucciso un poliziotto bianco, fece appello alla Corte denunciando il fatto che in Georgia i criteri di condanna erano condizionati da una vistosa discriminazione etnica. Una ricerca di carattere accademico fatta dall'università dello Iowa aveva dimostrato che era presente una probabilità da 4 a 11 volte maggiore che venisse condannato un afroamericano accusato dell'omicidio di un non afroamericano rispetto al contrario. La Corte Suprema definì lo studio valido ma inadatto al caso di McCleskey, e respinse l'appello per 5 voti contro 4. Il giudice Brennan, che aveva votato a favore dell'appello, dichiarò che il rischio che la condanna a morte di McCleskey fosse influenzata da pregiudizi etnici era molto elevato. Il giudice Powell, in una sua biografia pubblicata nel 1994, ha ammesso i forti dubbi dovuti all'analisi della ricerca dell'università dello Iowa, ma, secondo quanto scritto, afferma di non essere riuscito a comprendere fino in fondo i dati di quello studio e quindi di non averne condiviso totalmente le conclusioni.

## Emendamenti della Costituzione che riguardano la pena di morte
- Ottavo: proibizione assoluta di punizioni crudeli e inusuali da parte dello Stato. 1791.
- Quattordicesimo: garanzia di uguale protezione di fronte alla legge per tutti i cittadini; lo Stato non può, in nessun caso, privare un cittadino dei diritti fondamentali (vita, libertà, proprietà) senza un adeguato procedimento legale. 1868.

## I metodi di esecuzione
Nel corso della storia degli Stati Uniti d'America le esecuzioni dei condannati a morte sono state eseguite tramite vari metodi. Dal 1977 al 2024 le esecuzioni sono state:
- 677 con l'iniezione letale;
- 150 tramite sedia elettrica;
- 11 con l'utilizzo della camera a gas;
- 3 per impiccagione;
- 2 per mezzo della fucilazione.
- 5 per mezzo di ipossia da azoto

In alcuni Stati al condannato viene concesso di scegliere il metodo; in Florida la sedia elettrica è tra le opzioni, nello Utah e nell'Oklahoma può essere applicata la condanna, su richiesta del condannato, tramite fucilazione, un metodo ormai in disuso in tutti gli altri stati.
La sedia elettrica fu introdotta nel 1889 come sostituzione della forca, ritenuta ormai un mezzo barbaro. Il condannato veniva legato alla sedia mani e caviglie, gli venivano applicati elettrodi di rame al corpo e una calotta alla nuca con affissa una spugna imbevuta di una soluzione salina per far circolare meglio l'elettricità. Le scariche di elettricità provocavano l'arresto cardiaco e bloccavano la respirazione.
La camera a gas fu introdotta verso la fine degli anni trenta del Novecento. Il condannato veniva rinchiuso in una stanza con pareti d'acciaio a tenuta stagna e dopo pochi minuti veniva liberato cianuro nell'aria. La morte avveniva per asfissia e avvelenamento da cianuro.
L'iniezione letale venne introdotta nel 1977, a seguito delle molte polemiche dovute alla brutalità delle esecuzioni mediante sedia elettrica e camera a gas. L'iniezione letale consisteva nell'immissione nelle vene del condannato di cloruro di potassio (nella maggior parte dei casi) e di un bloccante neuromuscolare (bromuro di pancuronio). La morte avveniva a causa dell'arresto cardiaco e della paralisi del diaframma, che impediva la respirazione.

### Al vaglio della Corte Suprema
La sedia elettrica, l'impiccagione e la camera a gas, a seguito di una lunga fase di contestazioni da parte dell'opinione pubblica, sono state analizzate dalla Corte Suprema degli Stati Uniti che, malgrado non le abbia definite incostituzionali, le ha sospese in quanto potrebbero essere considerate punizioni crudeli e inusuali in alcuni casi. Anche l'iniezione letale è stata portata sul tavolo della Corte Suprema - che l'ha definita, con voto quasi unanime, costituzionale.

## Le vicende politiche

### Il rapporto della commissione Ryan
Nel 2000, nello Stato dell'Illinois, i risultati di una serie di test del DNA rivelarono che in quello Stato era stata commessa una grande quantità di errori giudiziari che avevano portato alla condanna a morte di innocenti. Il Governatore dell'Illinois, il repubblicano George Ryan, da sempre noto sostenitore della pena capitale, influenzato dai risultati dei test, proclamò una moratoria a tempo indeterminato sulle esecuzioni e nominò una commissione alla quale veniva chiesto di riflettere sul tema della pena capitale e di trovare, se esistevano, riforme che potessero renderla più giusta ed equa.
I membri della commissione erano tutti esperti giuristi o avvocati e rappresentavano le varie opinioni e tendenze politiche. Tra di loro lo scrittore e avvocato Scott Turow che ha scritto un libro nel quale esprime le sue considerazioni conclusive a seguito di questa importante esperienza. La commissione, dopo due anni di ricerche e analisi, stabilì che era necessario ridurre il campo di applicazione della pena, limitando il numero dei casi e sottraendo all'esecuzione le persone ritenute malate di mente. Il governatore Ryan, il giorno prima di lasciare l'incarico, nel 2003, commutò 167 condanne a morte in ergastolo e concesse altresì 4 grazie, diventando così un detrattore della forca. La storica decisione di Ryan portò governatori di altri stati, come la Carolina del Nord, a dichiarare una moratoria e, in alcuni casi (New Jersey), alla totale abolizione.
Nell'aprile del 2002 la Commissione governativa dell'Illinois presentò il suo rapporto conclusivo. La grande maggioranza delle proposte della Commissione fu approvata all'unanimità e anche i membri della commissione che si erano rivelati in disaccordo su alcuni punti concordavano sul fatto che in quello Stato, dal 1977 al 2002, erano state applicate troppe esecuzioni (e in particolare erano stati messi a morte troppi innocenti). Tutti i componenti della Commissione concordavano sul fatto che fosse necessaria una grande riforma del sistema giudiziario se si voleva continuare ad utilizzare la pena capitale per alcuni reati e che fossero necessari più finanziamenti pubblici per migliorare la qualità delle indagini e degli addetti all'analisi delle prove.
Altre proposte significative: tutti gli interrogatori dei sospettati colpevoli di reati gravi devono essere filmati e le dichiarazioni fatte negli uffici di polizia devono essere registrate, per essere accettabili durante il processo; i criteri per i quali la pena di morte può essere decretata devono essere ridotti, l'imputato può essere condannato a morte solo nei seguenti casi:
- duplice, triplice omicidio
- omicidio di agente di polizia, pompiere, guardia carceraria, detenuto compagno di cella
- presenza di torture sul corpo della vittima
- omicidio commesso con la volontà di intralciare la giustizia

In alcuni casi la condanna a morte non deve essere prevista dalla legge: per alcuni tipi di reato; se l'imputato è minorenne al momento del reato o un ritardato mentale; se l'imputato viene condannato a morte sulla base di un solo testimone oculare o di un detenuto che “confessa” in cambio di una riduzione della pena; se la condanna a morte decretata da un procuratore locale non è confermata da una commissione statale. La Commissione propose anche diverse riforme per migliorare la preparazione degli avvocati (in particolare quelli d'ufficio) che sono tenuti ad occuparsi di processi da pena capitale. Un'altra importante richiesta riguarda il riesame fatto a seguito del giudizio della giuria: se il giudice del processo, dopo un'analisi attenta delle prove, non si ritiene d'accordo con il giudizio della giuria favorevole alla condanna a morte, l'imputato deve essere condannato all'ergastolo.
La Commissione stabilì infine che se in un particolare distretto di uno Stato un crimine era punibile con la pena capitale allora quel reato doveva essere considerato da pena capitale in tutti i distretti di quello Stato.

### IlVictim's Rights Movemente la sua influenza sul sistema giudiziario statunitense
A partire alla metà degli anni 70 del Novecento si è creata nel popolo americano una nuova visione del concetto di pena. La teoria illuminista che punire serva a cambiare il colpevole e ad educarlo alle regole della società a cui appartiene era entrata in crisi a seguito dei fallimenti di molti casi di riabilitazione. A questa teoria si era sostituita quella della cosiddetta retribuzione, che sosteneva che i parenti delle vittime, e la comunità stessa, dovessero essere “risarcite” della loro perdita. La vendetta non era più vista come un peccato, ma anzi come un diritto accettabile, anche dal punto di vista religioso (“il perdono” del Nuovo Testamento veniva sostituito con “il castigo” del Vecchio).
In quel periodo è nato il Victim's Rights Movement, il movimento che tutela i diritti dei parenti delle vittime degli omicidi. Il movimento chiede al loro Stato un sostegno morale e sociale, una sorta di compensazione e di poter partecipare attivamente al processo del sospetto colpevole della morte del loro caro.
Questo movimento ha ottenuto un importante successo col caso Payne vs Tennessee, nel 1991, che ha portato la Corte Suprema degli Stati Uniti a dichiarare che la presenza dei parenti delle vittime al processo che riguarda il sospetto colpevole dell'omicidio del loro parente è costituzionale, in quanto è necessario per la corte essere a conoscenza del dolore inflitto alla famiglia della vittima per poter decretare una pena equa e proporzionata; inoltre, concedere ai parenti delle vittime di parlare al processo le avrebbe aiutate a chiudere con il passato e a riacquistare una sorta di pacificazione mentale. Il dibattito sulla questione se sia giusto o no ammettere i parenti delle vittime ai processi era iniziato diversi anni prima e aveva portato la Corte Suprema a definire la presenza di queste incostituzionale in due occasioni (Booth v. Maryland, 1987 e Gathers v. South Carolina, 1989). Le motivazioni erano state le seguenti:
- la giustizia statale non ha il compito di preoccuparsi del benessere o dello stato d'animo delle vittime
- la sentenza della giuria non doveva in nessun modo essere influenzata dalle emozioni delle famiglie del defunto
- la giuria poteva essere maggiormente portata verso la condanna se le vittime avessero avuto un'ottima capacità oratoria o fossero state in grande numero
- i bisogni emotivi delle vittime possono essere diversi tra loro e questo potrebbe portare a fare in modo che per lo stesso tipo di crimine venissero espresse punizioni diverse

Tra le motivazioni che spingono le vittime ad essere favorevoli alla pena capitale vi è il fatto che spesso la condanna all'ergastolo non si è rivelata tale, e l'assassino dei parenti, rimesso in libertà, ha commesso altri omicidi. Nel corso del tempo le leggi cambiano e quindi troviamo in molti stati casi di condannati all'ergastolo per crimini feroci ai quali è stata ridotta la pena a seguito di una modifica del codice giudiziario. I parenti di quella vittima si sentono dunque “traditi” dalla giustizia del loro Stato e il loro senso di rappacificazione con la comunità va in frantumi: per evitare questo essi sentono il bisogno della condanna a morte, per fare in modo che, con l'esecuzione, finisca il loro dolore in maniera definitiva, e non vi sia possibilità, per il colpevole, di essere rilasciato.
A gruppi e motivazioni simili si oppongono movimenti come il Murder Victims Families for Reconciliation, un'associazione che riunisce parenti di vittime di omicidio contrari all'uso della pena di morte.

### L'abolizione della pena di morte su minori
Il 1º marzo 2005 la Corte suprema degli Stati Uniti d'America ha stabilito a maggioranza (5 voti contro 4) l'incostituzionalità della pena di morte nei confronti dei minorenni all'epoca del reato.

### Limitazione per i disabili mentali
La Corte Suprema stabilì che chi ha un quoziente d'intelligenza inferiore a 70 non può essere giustiziato.
Nel 2014 ha stabilito invece che non è il Q.I a far decidere sulla disabilità intellettiva, decidendo sul caso di un condannato a morte con deficit mentale in Florida. Finora lo Stato della Florida aveva rifiutato di rivedere le prove in merito a presunte disabilità intellettuali di un imputato, a meno che la persona non avesse un conclamato punteggio del quoziente intellettuale inferiore a 70. La Corte ha invalidato la legge della Florida ed affermato che "la disabilità intellettiva è una condizione, non un numero". Per l'Alto Commissariato per i diritti umani dell'ONU «la sentenza avrà effetto non solo in Florida, che è lo stato con il secondo maggior numero di persone nel braccio della morte dopo la California, ma anche altri Stati che utilizzano ancora la pena di morte negli Stati Uniti».

## Aspetti dibattuti

### Criterio discriminatorio nelle decisioni delle giurie
Nel 2003 i risultati di una ricerca condotta dall'Università del Maryland fecero scalpore. Questa ricerca si collega in maniera diretta agli studi di Amnesty International che denunciano il criterio con il quale molte giurie emettono la condanna a morte razzista. Secondo dati raccolti nel 1998, 1794 dei 1838 funzionari giudiziari che sono tenuti a decidere se applicare o meno la pena di morte sono bianchi. Gli afroamericani rappresentano circa il 12% dell'intera popolazione statunitense ma costituiscono il 42% dei detenuti in attesa dell'esecuzione nei bracci della morte; le vittime degli omicidi sono bianche e nere in parti praticamente uguali ma dal 1977 i condannati giustiziati sono, nell'82% dei casi, responsabili dell'uccisione di un bianco. Situazioni dove la discriminazione razziale è predominante durante le decisioni della giuria possono essere riscontrate in molti stati americani. Nel New Jersey una ricerca del 1987 ha dimostrato che, se nel corso di un processo con imputato nero e vittima bianca l'accusa ha chiesto la condanna a morte nel 50% dei casi, durante un processo con imputato e vittima entrambi neri la richiesta è stata solo del 28%. In Texas dal 1982 al 1988 le statistiche dimostrano che le percentuali di condannati a morte erano: 43% neri, 47% bianchi. Il rapporto imputato bianco/vittima nera 8; il rapporto imputato nero/vittima bianca 120. Grazie a questi dati molti politici progressisti ebbero le prove per affermare che la razza dell'imputato e l'area geografica dove veniva commesso il reato incidevano sulle decisioni della giuria.

### I risvolti e implicazioni sociali in Georgia
L'utilizzo della pena capitale in questo Stato è collegabile anche alla pratica del linciaggio negli Stati Uniti d'America; dal 1880 al 1930 in Georgia sono avvenuti circa 460 linciaggi di persone di colore (circa 3220 in tutti gli Stati del Profondo Sud).
In Georgia la pena di morte è ancora oggi presente e utilizzata come punizione per i crimini più gravi. In questo Stato, in tutta la sua storia, un omicida bianco, accusato di aver assassinato un nero, non è mai stato giustiziato. Dal 1924 al 1972 i condannati a morte neri giustiziati sono 337 (78 i bianchi), e di questi 63 per reati di stupro, che oggi non sono più punibili con la pena di morte; nel 1996 i detenuti nei bracci della morte della Georgia erano 103, dei quali 44 neri. Lo Stato della Georgia ha una lunga storia di violenza razzista. Prima della guerra civile americana (1861-1865) la legge di questo Stato prevedeva condanne diverse per alcuni tipi di crimini in base alla razza dell'imputato. Lo stupro di una donna bianca da parte di un bianco era punibile con il carcere (dai 2 ai 20 anni), lo stupro di una donna bianca da parte di un nero era sanzionabile con la pena capitale. Lo stupro di una donna nera era punibile con una lieve sanzione o con alcuni giorni di carcere.

### La disumanità dei diversi metodi
Gli oppositori alla pena di morte contestano spesso quelli che i sostenitori definiscono (o definivano) metodi cosiddetti “umanitari”, che renderebbero l'esecuzione indolore. La fucilazione e l'impiccagione, malgrado la reintroduzione della pena di morte senza specifico richiamo al metodo di esecuzione nel 1976, sono state ben presto abbandonate, in quanto giudicate crudeli e disumane (in alcuni casi, prima della morte del condannato, passavano alcuni minuti).
La camera a gas, malgrado sia stata presentata come un metodo moderno e fatto per evitare al condannato inutili sofferenze, si dimostrò ben presto inefficiente (il caso più noto è quello di Donald Harding, in Arizona, che impiegò undici minuti prima di morire) e suscitò molte polemiche e proteste per il fatto che era stata utilizzata dai nazisti. La sedia elettrica, che fino al 2000 era il mezzo più utilizzato perché considerato il “meno crudele possibile”(dal 1890 al 2000 in 26 stati statunitensi le esecuzioni con la sedia elettrica sono state 4300), si è rivelata un metodo brutale in quanto spesso le prime scosse elettriche non uccidevano il condannato, che era costretto ad aspettare in agonia il responso del dottore, prima di ricevere altre scariche che gli provocavano l'arresto cardiaco.
Inoltre, a causa di guasti agli impianti elettrici o all'incompetenza degli addetti, sono presenti dei casi nei quali i condannati bruciavano letteralmente sulla sedia elettrica, famoso il caso di Pedro Medina, in Florida. Un altro caso noto è quello di Allen Davis, in Florida, che ha portato la Corte Suprema a discutere sulla costituzionalità della sedia elettrica. L'iniezione letale, considerato tutt'oggi un mezzo “umano e progressista” per mettere fine ad una vita umana, è stata introdotta per ragioni politiche. Dopo il caso Furman vs Georgia era necessario, per i sostenitori della pena capitale, trovare un metodo che rendesse, agli occhi della popolazione sempre più piena di dubbi, l'esecuzione accettabile dal punto di vista della solidarietà nei confronti del condannato.
Ma, malgrado venga descritto come indolore, questo tipo di metodo può produrre atroci sofferenze. Spesso avvenivano errori sulla giusta quantità di sostanza anestetizzante da iniettare prima del veleno o non si teneva conto della capacità di resistenza del corpo del condannato all'anestetico; tutto questo lasciava il condannato paralizzato e cosciente in agonia per vari minuti. Dal punto di vista legale nella maggioranza degli Stati dove oggi viene praticata mancano i protocolli e il personale all'altezza necessari per la messa in atto. Malgrado le numerose ricerche che dimostravano queste tesi la Corte Suprema degli USA, nel 2008, ha dichiarato, sette voti contro due, costituzionale l'iniezione letale. Per concludere viene citato il caso del condannato Thomas Smith, nell'Indiana: Smith dovette, infatti, attendere cosciente per 36 minuti prima che gli venisse iniettato il veleno letale, in quanto gli addetti non riuscivano a trovare la vena giusta.
Alla discussione sui metodi e sulla loro "umanità" va aggiunto che, secondo l'opinione di alcuni studiosi, la vera tortura imposta al condannato è costituita dall'attesa nei bracci della morte, che molto spesso dura anni, in alcuni casi anche 20-30 e dall'idea di impotenza nel trovarsi incatenato di fronte ad un pubblico ostile che sta per ucciderti. Inoltre bisogna tener conto della sofferenza morale costituita dalle varie pratiche pre-esecuzione: il totale isolamento del condannato in una cella, la misurazione della taglia del vestito per la sepoltura, il certificato di morte firmato in anticipo, l'ultimo pasto in totale solitudine, le sospensioni all'ultimo momento, le complicazioni tecniche ecc.

### Iniquità
Quando negli USA scoppiò il caso O. J. Simpson, l'avvocato che se ne occupò dichiarò apertamente che gli assassini ricchi non finiscono quasi mai nei bracci della morte perché, potendo permettersi avvocati famosi e costosi, sono meglio tutelati legalmente rispetto agli altri. L'avvocato e scrittore Scott Turow afferma, nel suo libro Ultimate Punishment, che i sospettati che non sono in grado di ingaggiare avvocati importanti finiscono nelle mani di quelli d'ufficio, spesso scarsamente motivati o incompetenti e quindi, anche se sono innocenti, non avendo un avvocato che sia in grado di dimostrarlo, vengono condannati a morte da giurie che non vogliono rischiare di rimettere in circolazione un possibile feroce criminale. Secondo accurate ricerche la maggioranza dei condannati a morte negli USA sono persone povere e appartengono a fasce di popolazione considerate dall'opinione pubblica più “sospette” (afroamericani, latinoamericani, immigrati, nativi ecc.).
Inoltre è presente il criterio, denunciato da Helen Prejan, autrice di Dead Man Walking, della selettività prima di emettere la sentenza a morte; in pratica la giuria decide che un detenuto deve morire o no a seconda di chi è la vittima: se questa appartiene ad un ceto non agiato il caso non viene neanche seriamente indagato. Il New York Times ha pubblicato diversi articoli che riguardano i molti problemi degli studi legali che, per mancanza di fondi (procurata spesso da eccessivi tagli governativi), non possono garantire una difesa d'ufficio ai condannati a morte. Sono emersi anche casi di imputati mandati a morte che durante il processo sono stati difesi da avvocati d'ufficio che si sono presentati ubriachi, dopo aver fatto uso di droghe pesanti o che si sono addormentati per tutta la durata dell'udienza. Dal punto di vista costituzionale, la Corte Suprema degli Stati Uniti ha dichiarato che gli avvocati d'ufficio non hanno nessuna responsabilità se vengono commessi errori giudiziari, anche nel caso che siano assenteisti o incompetenti.

### Costi
Molti sostenitori della pena di morte affermano che consegnare al boia un condannato è un metodo efficiente per risparmiare soldi statali. Questo luogo comune non solo non è mai stato provato scientificamente, ma è risultato falso. I professori Cook e Slawson, dell'Università di Duke, hanno dimostrato che il costo per l'esecuzione di un detenuto è di 2.160.000 dollari in più rispetto al costo per il suo mantenimento a vita in un carcere statale. Dato che la maggioranza dei condannati sono persone povere, lo Stato, con i soldi pubblici, deve farsi carico delle spese per pagare: due avvocati per il processo, due per l'appello e i procedimenti che seguono la condanna, uno per l'habeas, diversi procuratori che sostengano l'accusa, agenti di polizia e investigatori incaricati di preparare il materiale che verrà presentato al processo, giudici per le udienze, funzionari per la sorveglianza, esperti di pene sostitutive, psicologi, stenografi, i costi della carcerazione nel braccio della morte (nel quale le celle, per ovvi motivi, sono singole), i verbali ecc. Nel 2003 una Commissione governativa dello Stato dell'Indiana ha riportato la seguente conclusione: la pena di morte costa ai cittadini un terzo in più del prezzo dell'ergastolo.
Alcuni esempi: lo Stato della California, dal 1982, per poter applicare la pena di morte utilizza circa 90 milioni di dollari di soldi pubblici, in totale fino al 2000 sono stati spesi circa 200 milioni di dollari; in Florida ogni esecuzione costa allo Stato 24 milioni; nello Stato di New York, secondo il New York Daily News, quando sarà effettuata la prima esecuzione, si prevede che il costo della pena di morte raggiungerà i 400 milioni di dollari. Per un processo relativo a reati da pena capitale l'avvocato alla difesa viene pagato 360.000 dollari (per un processo normale sono 160.000). Le tariffe per le indagini per la difesa sono dai 5.000 ai 48.000 dollari. Le stesse per l'accusa, mentre il procuratore viene pagato dai 320.000 ai 772.000 dollari, il doppio della difesa. La Corte assorbe circa 506.000 dollari per un processo dove è prevista la possibilità di condanna a morte (82.000 per un processo normale). Le spese carcerarie sono di 137.000 dollari per un detenuto condannato a morte (55.000 per un detenuto condannato ad alcuni anni di carcere o all'ergastolo). Un esempio: in California un processo da pena di morte costa circa 1.897.000 dollari (un normale processo 627.000); questa somma, considerando il fatto che nella maggior parte dei casi per avere una sentenza definitiva occorrono più processi, va moltiplicata per 4 o 5.

### Vendetta
Il fatto che la pena di morte sia vista come un servizio reso al benessere della famiglia ha portato studiosi e intellettuali a chiedersi se il conforto psicologico e il senso di soddisfazione da parte delle vittime nell'assistere ad un'esecuzione non è altro che un desiderio, più o meno confessato, di vendetta.
Riflettendo su questo tema William Ian Miller, autore del bestseller Clint Eastwood and Equity, afferma che se un tempo la vendetta veniva considerata un peccato sia dal punto di vista religioso, che giuridico e morale, oggi le cose sono cambiate: la vendetta è un sentimento umano del quale non si deve provare vergogna. A confermare questa tesi troviamo un noto saggio di Steven Eisenstat, Revenge, Justice and Law. I punti chiave del saggio sono: la vendetta non è immorale se chi la applica ha delle buone ragioni, se è proporzionata al torto subito e se ad essere punito è il vero colpevole; infliggere sofferenze a chi ci ha privato di una persona cara non è immorale, ma umano; la pena deve essere corretta, legalmente accettata dalla comunità. Tra le conseguenze negative della vendetta vi è la possibilità che il parente della vittima, condizionato da uno stato d'animo di rabbia e profondo dolore, possa colpire un innocente, assegnare una punizione iniqua rispetto al torto subito o creare un ciclo di violenze che, una volta scatenato, sarà difficilmente arrestabile.
Franklin Zimring, autore di The Contradiction of American Capital Punishment, sostiene che la pena capitale è vista dai sostenitori non come un mezzo dello Stato per esercitare un potere punitivo nei confronti di chi non rispetta le regole ma come un “risarcimento” che viene fatto dallo Stato stesso alle vittime e all'intera comunità. La vendetta viene considerata quindi non un peccato ma anzi un diritto del quale la giustizia si deve avvalere per poter compensare il crimine commesso. Questa visione si collega direttamente a quella che in America viene chiamata vigilante tradition, ovvero la necessità, di fronte ad un torto subito, a farsi giustizia da soli. Dobbiamo ricordare che negli Stati Uniti, in particolare in quelli del sud, è stato per molto tempo praticato e considerato corretto il linciaggio (secondo le statistiche di Robert Bohm dal 1608 al 1998 i linciaggi negli USA sono stati 10.000).

### L'efficacia deterrente
Negli Stati Uniti d'America gli studi scientifici e le ricerche condotte dalle università per capire se l'esistenza e l'applicazione della pena di morte influiscono sull'aumento o la diminuzione della criminalità, sono state centinaia nel corso del tempo, e sono arrivate alla stessa conclusione di una ricerca fatta nel 1988 dalle Nazioni Unite: non esistono prove che confermino che l'essere a conoscenza della pena capitale possa avere un effetto deterrente sui criminali. Anche molte Commissioni governative (Massachusetts, Florida, Pennsylvania) non hanno trovato alcun legame tra la criminalità e le esecuzioni. Alcuni dati statistici (pubblicati nel 2000 dal New York Times): il tasso di omicidi in dieci dei dodici stati dove la pena di morte non era applicata era inferiore alla media nazionale; il tasso di omicidi in metà degli Stati dove era applicata era superiore alla media nazionale; dal 1980 al 2000 negli stati non abolizionisti è presente un aumento di omicidi che va dal 48 al 101 per cento; nello Stato del Massachusetts, abolizionista, il tasso di omicidi è inferiore a quello del confinante Connecticut, sostenitore della pena capitale; nel Virginia Occidentale, abolizionista, i delitti sono inferiori del 30% rispetto al confinante Virginia, sostenitore sino al 2021; il Delaware possiede il più alto tasso di esecuzioni rispetto alla popolazione e uno dei più bassi tassi di omicidi rispetto agli altri stati; in Texas, dal 1976 al 2002, sono state eseguite più di un terzo delle condanne a morte tra tutti gli stati e, malgrado questo, il tasso di omicidi è molto al di sopra della media nazionale. Tutti questi fatti ed esempi, che risultano anche contraddittori, confermano che non esiste nessuna relazione semplice tra l'aumento (o la diminuzione) della criminalità e il numero (o la presenza) delle esecuzioni.
I sostenitori della pena capitale continuano a portare avanti la tesi dell'effetto deterrente sui criminali per giustificare l'esistenza della pena capitale e consolidarne il consenso popolare. L'idea che la presenza della pena di morte possa fare in modo che alcuni possibili criminali si astengano dal commettere un delitto (o più di uno) è infondata. Secondo molti opinionisti e studiosi buona parte delle persone che commettono reati gravi lo fanno perché non riescono a controllare i loro impulsi e la loro aggressività in momenti di paura, rabbia o sotto l'effetto di alcol e droghe. In certi momenti le persone non pensano alle conseguenze delle loro azioni e quindi in questi casi è impossibile parlare di deterrenza.
Inoltre è accaduto in più di un caso che criminali commettano reati gravi convinti di farla franca. Negli Stati dove la pena di morte è applicata e ben vista dalla maggioranza della popolazione la criminalità non diminuisce nel corso del tempo. A volte, anzi, aumenta; in altri casi resta più o meno la stessa. Due esempi: in California, dal 1952 al 1967, periodo nel quale le condanne a morte erano eseguite molto di frequente, il numero degli omicidi è aumentato, ogni anno, del 10%, mentre nel periodo tra il 1967 e il 1991, nel quale la pena di morte è stata sospesa, l'aumento dei delitti è stato del 4,8%; nello Stato di New York, tra il 1907 e il 1963, periodo nel quale la pena di morte era applicatissima dai tribunali, nei giorni seguenti un'esecuzione avvenivano in media due omicidi in più ogni mese.
Il dibattito tra gli opinionisti riguardo alla deterrenza è da sempre stato negli USA molto acceso. Tra i sostenitori della tesi si trovano famosi economisti (Isaac Ehrlich), politici (la maggioranza dei governatori degli Stati del sud, molti senatori del Congresso) e Presidenti (Richard Nixon, Ronald Reagan, George H. W. Bush, George W. Bush). La teoria di Ehrlich, che venne utilizzata da Nixon per convincere la Corte Suprema al ripristino della pena capitale dice che: le decisioni di carattere sociale sono dovute a uomini che ragionano in maniera razionale rispondendo a degli imperativi. Dunque punizioni sempre più severe sono utili per prevenire gli omicidi. Tra gli oppositori di questa teoria ci sono avvocati (Scott Turow), criminologhi (il professor Steven Messer) e politici (alcuni governatori degli Stati del nord, ministri come Janet Reno). Tutti questi portano avanti la tesi che non esiste alcuna prova che la presenza o meno di una punizione suprema possa dissuadere i criminali dal commettere reati gravi, e che, anzi, ne esistono molte che sostengono l'esatto contrario.

### Redenzione
Negli Stati Uniti d'America una giuria può condannare a morte un imputato se è colpevole di uno o più crimini per i quali è prevista la pena capitale. Questa categoria di criminali commette atti violenti che provocano il disgusto e l'indignazione di tutta la comunità, costringendola ad adottare misure di sicurezza per fare in modo che quel crimine orrendo non si ripeta più.
Secondo alcuni studi, la maggioranza di questi individui è composta da persone instabili e incapaci di domare la loro aggressività, che commettono reati per il gusto di farlo e sono in gran parte destinati a rimanere tali. Malgrado questo dato esistono esempi di casi nei quali diversi anni di reclusione hanno cambiato totalmente il carattere dei criminali. Tenendo conto di questo fatto la pena di morte spezzerebbe il meccanismo evolutivo-educativo: uccidendo il responsabile, viene ucciso anche il possibile esempio del cambiamento.

### Rischio di condanne di innocenti
Il fatto che portò l'allora Governatore dell'Illinois George Ryan a definire il sistema giudiziario di quello Stato «pieno di errori» e a proclamare la moratoria fu l'inquietante statistica che dimostrava che quasi metà delle persone condannate a morte nell'Illinois si erano rivelate successivamente non colpevoli o colpevoli di un reato diverso da quello per il quale erano state processate e giudicate. In altri termini lo Stato governato da Ryan aveva giustiziato o stava per giustiziare degli innocenti. Nel 1999 il Chicago Tribune pubblicò diversi articoli riguardanti casi di gravi errori giudiziari in Illinois che avevano portato molte giurie, in buona o cattiva fede, a condannare a morte imputati sulla base di prove rivelatesi false o non attinenti. Il problema della condanna a morte di innocenti riguarda tutti gli Stati dell'Unione favorevoli alla pena capitale. Esemplare è il caso di Lena Baker.
Molti sostenitori definiscono il prezzo da pagare in caso di errori “accettabile”, altri inorridiscono ma definiscono comunque la pena di morte una necessità statale alla quale non si può rinunciare. L'utilizzo, iniziato a partire dalla metà degli anni novanta del Novecento, del test del DNA ha dimostrato l'esistenza di diciotto casi di innocenti condannati a morte. Il risultato di questi test ha aiutato gli oppositori della pena capitale a mostrare le prove del fallimento di questa pratica. I favorevoli, però, sostengono che il test rappresenta, anzi, un argomento di sostegno alla pena di morte, in quanto dimostra con sicurezza il legame che c'è tra la vittima e l'imputato colpevole.

## Gli Stati in cui non si applica

### Stati abolizionisti
Gli Stati e i territori in cui la pena di morte è stata abolita sono i seguenti:
- Alaska
- Colorado
- Connecticut
- Dakota del Nord
- Delaware
- Hawaii
- Illinois
- Iowa
- Maine
- Maryland
- Massachusetts
- Michigan
- Minnesota
- New Hampshire
- New Jersey
- Nuovo Messico
- New York
- Rhode Island
- Vermont
- Virginia
- Virginia Occidentale
- Washington (stato)
- Wisconsin
- Distretto di Columbia
- Porto Rico

### Stati in moratoria
Gli stati in moratoria sono:
- Arizona
- California
- Carolina del Nord
- Kentucky
- Montana
- Oregon
- Pennsylvania

### Stati che non applicano la pena capitale da 10 anni
In alcuni stati federati, la pena di morte non viene applicata da dieci anni, pur essendo in vigore, questi sono:
- Kansas
- Louisiana
- Nevada
- Utah
- Wyoming

### Le moratorie temporanee
A causa di problemi giuridici, da più parti si è invocata una moratoria. Dal 2013 molti tribunali hanno sospeso l'applicazione in California e altri stati per problemi con il nuovo protocollo di farmaci per l'iniezione letale, dopo il fallimento del referendum del 2012 e di quello del 2017. Nel 2014 un giudice federale ha dichiarato incostituzionale, causa la lunga attesa nel braccio della morte dovuta al rispetto delle garanzie costituzionali stesse (innescando un cortocircuito giuridico), la pena di morte nello Stato della California, iniziando una moratoria a tempo indeterminato, che dura tuttora nonostante la pronuncia contraria di una corte d'appello federale nel 2014.
Sulla scia della Pennsylvania e della California, molti dei 25 Stati mantenitori ed esecutori, come l'Ohio e il Tennessee, hanno decretato una sospensione cautelare provvisoria nel 2014, in attesa di risolvere i problemi con le modalità di esecuzione e la mancanza dei farmaci letali, oltre che alcuni problemi di costituzionalità. Alcuni hanno invece proposto di cercare metodi alternativi agli attuali (Utah, Oklahoma, Wyoming), mentre altri pensano di adeguarsi anch'essi alla sospensione temporanea (Texas, Georgia), che seguirebbe quella del 1972-1976 e del 2007-2008. Nel 2014 l'Ohio ha prolungato la sospensione fino al 2017, in attesa di nuove pronunce sulla costituzionalità dell'uso dei vari metodi. La Corte suprema nel gennaio 2014 ha dichiarato incostituzionale e bloccato temporaneamente la pena di morte in Florida, poiché la legge non prevedeva che fosse una giuria a decidere all'unanimità.

## Gli Stati in cui si applica
Lo Stato più attivo è il Texas; l'unica grazia e commutazione di pena dal 1976 è stata nei confronti di Kenneth Foster Jr., condannato per concorso in omicidio e rapina (anche se ci sono state altre commutazioni in Texas, ma ad opera di tribunali, non per opera di governatori o della Commissione per la Grazia e la Libertà Condizionale).

### Stati che applicano la pena di morte
Gli Stati e i territori in cui la pena di morte è applicata sono i seguenti:
- Alabama
- Arkansas
- Carolina del Sud
- Dakota del Sud
- Florida
- Georgia
- Idaho
- Indiana
- Mississippi
- Missouri
- Nebraska
- Oklahoma
- Tennessee
- Texas

### Stati che applicano la pena di morte in casi eccezionali
Lo stato in cui la pena di morte è applicata in soli casi eccezionali è:
- Ohio

### Per reati federali
La pena di morte è comunque prevista per reati federali e militari, anche per cittadini di Stati dell'Unione in cui la pena di morte non è prevista. In tal caso l'imputato non è più sottoposto alla legge dello Stato dell'Unione, ma alla legge federale del governo, che può applicare la pena di morte tramite iniezione letale come pena capitale. L'ultima esecuzione federale risale al 2001.

## Le decisioni della Corte Suprema
Nel corso della storia degli Stati Uniti l'atteggiamento della popolazione nei confronti della pena capitale è cambiato molto spesso influenzando le decisioni della Corte Suprema e portandola a modificare le posizioni ideologiche prese. Infatti si sono alternati periodi nei quali si riteneva necessario l'utilizzo di una maggiore durezza e di un inasprimento delle pene, e periodi nei quali si riteneva necessario limitare i casi punibili con la pena capitale.
Segue un elenco dettagliato delle più importanti sentenze espresse dalla Corte riguardanti la pena di morte:
- Il caso Furman vs. Georgia, nel 1972, ha portato la Corte Suprema a sentenziare che la pena di morte, così come veniva applicata, era da considerarsi incostituzionale perché violava l'ottavo emendamento, che proibisce punizioni crudeli e inusuali. Questa sentenza deriva dal clima sociale verso la fine degli anni sessanta, nei quali, per la prima volta nella storia degli USA, la maggioranza della popolazione si esprimeva favorevole all'abolizione della pena capitale. Infatti dal 1967 era ormai in vigore la pratica di non eseguire esecuzioni.
- Il caso Gregg vs. Georgia, nel 1976, portò la Corte a cambiare opinione sulla pena di morte, infatti venne decretata la costituzionalità delle leggi che la prevedevano. Questo ripensamento deriva dal clima sociale che aveva seguito l'abolizione nel 1972. L'alto tasso di criminalità e di omicidi furono la causa principale del ritorno della pena capitale.
- Il caso Booth vs. Maryland, nel 1987; la Corte valutò il ruolo delle vittime del crimine nel processo e decretò che queste non potevano essere ammesse in quanto la loro ammissione violava l'ottavo emendamento e risultava pertanto incostituzionale. Il giudice Powell, promotore del verdetto, sostenne l'incompatibilità tra la presenza delle vittime, che potevano influenzare la giuria con dichiarazioni emotive, e il principio che la sentenza doveva basarsi sulla ragione e sull'analisi oggettiva dei fatti.
- Il caso Thompson vs. Oklahoma, nel 1988; la Corte definì incostituzionale l'esecuzione di condannati che al momento del crimine avevano meno di sedici anni. La sentenza può essere interpretata come un venire incontro alle convenzioni internazionali relative ai diritti dei minori che vietavano la pena di morte sui minorenni.
- Il caso South Carolina vs. Gathers, nel 1989, con il quale la Corte confermò che la partecipazione delle vittime al processo poteva condizionare il verdetto della giuria e quindi condannare a morte un imputato in modo arbitrario e irrazionale. Tale possibilità era inaccettabile a livello costituzionale e quindi le vittime erano inammissibili.
- Il caso Payne vs. Tennessee, nel 1991; la Corte cambiò opinione riguardo all'ammissione delle vittime al processo in quanto ritenne necessaria la presenza di queste per mostrare alla giuria cosa l'azione criminale dell'imputato aveva provocato su di loro. Secondo l'opinione del giudice Rehnquist, promotore del cambiamento di rotta, per stabilire la giusta entità della pena era necessario conoscere l'effetto del danno provocato sulle famiglie delle vittime. Questa sentenza fa in modo che la pena di morte non sia più solo un mezzo per proteggere la comunità dalla criminalità ma anche un servizio reso alle famiglie delle vittime per fornire una sorta di conforto psicologico e per la riconquista del loro benessere. La decisione della Corte si avvale anche dell'opinione fornita, durante il caso Booth v. Maryland, dal giudice Scalia, che sostiene che la presenza dei parenti delle vittime al processo non era incostituzionale in quanto nella Costituzione non c'è scritto che la pena vada decretata solo sulla base di una colpa morale.
- Il caso Atkins v. Georgia, nel 2002; la Corte Suprema definì incostituzionale la pena di morte se i condannati erano malati di mente o ritardati. Il risultato della votazione fu di cinque voti contro quattro a favore dell'abolizione in questa circostanza. La motivazione della sentenza fu l'incompatibilità tra la condanna a morte in questi casi e l'ottavo emendamento della Costituzione, che proibisce allo Stato di effettuare punizioni crudeli e inusuali.
- Il caso Roper v. Simmons, nel 2005, con il quale la Corte Suprema vieta la condanna a morte di tutti i minorenni al momento del reato. La motivazione principale è l'incostituzionalità della condanna in quanto lesiva dell'ottavo emendamento (che proibisce le punizioni crudeli e inusuali). Altre motivazioni importanti che fino ad allora non erano state prese in considerazione da nessun tribunale durante un processo sono: il fatto che questo tipo di esecuzione viola “l'evolversi degli standard di decenza che segnano il progresso di una società civile” e trascura l'instabilità e gli squilibri emotivi che caratterizzano l'età infantile e adolescenziale. Il giudice Kennedy, uno dei membri della Corte, affermò che era giusto che la Corte Suprema prendesse atto dell'opinione pubblica internazionale contraria alla pena di morte inflitta ai minorenni. La decisione venne presa a seguito di una votazione conclusasi con cinque voti favorevoli all'incostituzionalità della condanna contro quattro contrari.
- Nel 2008 la Corte Suprema dichiara che l'esecuzione tramite triplice iniezione letale è costituzionale. La decisione viene presa a seguito di una votazione nella quale vinse, a maggioranza netta, sette contro due, la posizione favorevole al mantenimento di tale metodo di esecuzione. Il problema della costituzionalità di tale pratica viene preso in esame dalla Corte a seguito del ricorso di due condannati a morte nel Kentucky, che sostenevano che l'iniezione letale era incostituzionale perché violava l'ottavo emendamento. Il presidente della Corte, John G. Roberts, definì questo procedimento come il più umano possibile per eseguire un'esecuzione. La tesi sostenuta da Roberts si collega con l'opinione dell'ex presidente degli Stati Uniti Ronald Reagan che negli anni settanta, quando era governatore dello Stato della California, sosteneva la necessità di utilizzare l'iniezione letale per le condanne a morte, per evitare al condannato sofferenze inutili.[58]

### Nuovi problemi di costituzionalità
In seguito ad alcuni problemi con il nuovo protocollo di farmaci per l'iniezione letale, che aveva provocato un'esecuzione con molta sofferenza al condannato il 30 aprile 2014 in Oklahoma alcuni stati hanno proposto il ritorno alla sedia elettrica o al plotone d'esecuzione, mentre il Presidente Barack Obama è intervenuto, dicendo che, «pur essendo la pena di morte in apparenza appropriata per alcuni gravissimi delitti - occorre una seria riflessione sulla pena capitale e i suoi metodi», aprendo il dibattito su una possibile sospensione o abolizione (Obama ha fatto riferimento anche alla discriminazione razziale e alle numerose condanne di innocenti).
L'ufficio dell'ONU per i diritti ha ripetutamente invitato gli Stati Uniti, in particolare il governo federale, a non tornare a vecchi metodi, considerati contrari ai diritti umani, e a imporre agli stati membri una moratoria della pena di morte tramite iniezione letale, sospendendo quindi l'applicazione della massima sanzione. La Corte Suprema ha sospeso temporaneamente molte esecuzioni a partire dal 1º maggio 2014, pur non accogliendo l'invito, dovendo nel frattempo riesaminare la questione di costituzionalità.
La Georgia e il Missouri hanno ricominciato per primi le esecuzioni dal 18 giugno 2014. Insieme all'Okhlahoma, hanno approvato infatti una legge che mantiene segreta la provenienza dei farmaci, per evitare contestazioni (legge che molti ritengono anticostituzionale).
Questa vertenza potrà portare, per alcuni, la Corte suprema a dichiarare incostituzionale la scelta di farmaci oggi disponibile, inducendo quindi alcuni stati, come ad esempio il Tennessee, a tentare il ritorno alla sedia elettrica (usata l'ultima volta nel 2010, in questo Stato), all'impiccagione, alla fucilazione o alla camera a gas (che hanno comunque un grosso rischio di incostituzionalità, specialmente i primi due; mentre gli ultimi due disturbano la sensibilità di molti: ad esempio gli ebrei si oppongono alla camera a gas perché usata dai nazisti) o a proclamare, in futuro, una moratoria di fatto delle esecuzioni.
Nel 2014 il Procuratore generale degli Stati Uniti d'America Eric Holder si è dichiarato contrario alla pena di morte; è la prima volta che questo avviene; Holder ha detto che «è la cosa più seria che faccio come ministro della giustizia: determinare quando chiedere l'applicazione della pena di morte. E come ministro della giustizia l'ho fatto, anche se personalmente sono contro. Come ministro della Giustizia devo far applicare la legge federale». Hoder nel 2015 ha chiesto ufficialmente una moratoria.
La Corte suprema nel gennaio 2015 ha nuovamente cominciato a esaminare la costituzionalità dell'iniezione letale, e la possibilità di usare altri metodi anch'essi sospettati di non costituzionalità, come la sedia elettrica. Nel giugno 2015 ha autorizzato di nuovo l'uso del midazolam in assenza di pentothal.

## Confronto tra vecchio e nuovo continente
Gli Stati Uniti d'America hanno un legame strettissimo con la pena capitale fin dalla loro nascita, ma questa pratica ha ricevuto sempre maggiori consensi dall'inizio degli anni ottanta del Novecento fino ad oggi, portando giornalisti e studiosi a chiedersi perché gli Stati Uniti d'America siano rimasti la sola democrazia occidentale ad adottarla, divergendo dalle tendenze abolizioniste europee (e, in particolar modo, della Gran Bretagna). Il concetto di pena capitale è concepito in maniera diversa negli USA rispetto all'Europa, e in particolar modo all'Italia. Secondo lo scrittore Scott Turow, l'atteggiamento degli Stati Uniti d'America, opposto alla tendenza abolizionista degli Stati Europei, rimanda al forte attaccamento che il popolo statunitense ha verso le istituzioni e le leggi che esso stesso ha creato, rendendo il proprio paese un simbolo della democrazia nel mondo.
I cittadini statunitensi, quasi tutti figli di immigrati, non essendo legati, come gli europei, a generazioni e generazioni di antenati con una lunga storia, si sentono uniti dall'insieme di regole che chi fondò la Repubblica hanno scritto per tutelare i diritti e le libertà di tutti loro. La legge e le istituzioni sono viste negli Stati Uniti d'America come delle cose che accomunano, uniscono, e rendono la convivenza tra i cittadini più equa e giusta, incrementando le speranze comuni. Da questa concezione deriva il sentimento di necessità di punire coloro che hanno contribuito ad infrangere questa unità e questa fede, danneggiando tutto ciò che si ritiene sia stato fatto per il bene comune.
Janer Q. Whitman, autore di Harsh Justice, sostiene che il diffuso consenso per la pena capitale negli Stati Uniti d'America sia dovuto al fatto che la mancanza di lunghe tradizioni aristocratiche renda il popolo statunitense unito non dalla storia ma dal rispetto verso leggi ed istituzioni che esso stesso ha creato. Questo ha portato, e porta anche oggi, gli statunitensi al desiderio di una punizione esemplare per chi viola o non si adegua a tali regole ritenute standard della comunità. Se in Europa il rispetto per il condannato simboleggia una sorta di eliminazione delle disuguaglianze sociali del passato, negli Stati Uniti d'America questo non avviene.
La presenza della pena di morte negli Stati Uniti d'America è anche spiegata se vengono prese in considerazione le grandi differenze che esistono tra il sistema statunitense e quelli europei. Se osserviamo la società statunitense nel suo interno notiamo profonde frammentazioni, divisioni e molti più pericoli rispetto ad altri esempi europei. Un dato statistico di rilievo è il fatto che la percentuale di omicidi negli Stati Uniti d'America è quattro volte più alta rispetto a quella dell'Unione europea. Laddove il tasso di delitti e violenza sono elevati, la paura, l'odio, la sofferenza sono più forti e portano al mantenimento di una punizione considerata sopra tutte le altre: una punizione suprema.
David Garland, autore di Capital Punishment e The Culture of Control, afferma che per capire il largo consenso verso la pena di morte negli Stati Uniti d'America, è necessario prendere in esame solo la storia più recente del paese; l'incremento della pratica della pena capitale è avvenuto solo negli ultimi trent'anni, precedentemente ci sono stati periodi nei quali questa veniva applicata solo per un numero esiguo di reati o veniva sospesa provvisoriamente. Per quanto riguarda il collegamento tra pena di morte e linciaggio Garland ci aiuta a tenere presente che: a prevalere negli Stati del sud, più che la tendenza a farsi giustizia da soli, è stato il razzismo e l'intolleranza della popolazione bianca; negli ultimi trent'anni tra gli stati che possiedono la pena di morte nel sistema giuridico sono presenti anche stati del nord e dell'ovest; la pratica del linciaggio era (e, in diversi casi, è ancora oggi) diffusa in tutto il mondo, non è quindi una caratteristica della cultura o della tradizione statunitense.